# Codex Nanianus
Der Codex Nanianus (Gregory-Aland no. U oder 030; von Soden ε 90) ist eine griechische Handschrift des Neuen Testaments, die auf das 9. Jahrhundert datiert wird. Die Handschrift ist vollständig.

## Beschreibung
Die Handschrift besteht aus den vier Evangelien auf 291 Pergamentblättern (22,5 × 16,7 cm).
Der Text steht in zwei Spalten mit 21 Zeilen. Die Handschrift enthält Epistula ad Carpianum, Eusebischen Tabellen, Tabellen der κεφαλαια, τιτλοι, κεφαλαια, Bilder, und Unterschriften. Spiritus asper, Spiritus lenis und Akzente sind da. Pergament ist fein, die Tinte ist braun.
Text
Der griechische Text des Codex repräsentiert den byzantinischen Texttyp und wird der Kategorie V zugeordnet.

## Geschichte
Der Name des Kodexes kam nach seinem letzten Eigentümer Giovanni Nanni (1432–1502).
Der Codex wird in der Biblioteca Marciana (1397 (1, 8)) in Venedig verwahrt.